# Biblioteca David Lubin
La Biblioteca David Lubin es la principal biblioteca de la Organización de las Naciones Unidas para la Alimentación y la Agricultura  (FAO).  Su colección de renombre mundial  consiste en material técnico relacionado con la alimentación, la nutrición, la agricultura, la silvicultura y la pesca, con énfasis en los países en desarrollo. El núcleo de su colección histórica es la biblioteca del Instituto Internacional de Agricultura (IIA), cuyos activos fueron confiados a la FAO cuando el IIA se disolvió en 1946.

## Antecedentes Históricos
La "Conferencia de Hot Springs", de 1943 (Virginia, EE. UU.))  dio como resultado el establecimiento de una Comisión Interina para la Alimentación y la Agricultura con sede en Washington D. C. Durante este período, la custodia de la biblioteca del IIA se mantuvo en Roma por la Oficina Regional Europea de la FAO.
Los cimientos para una biblioteca central de la FAO se establecieron en 1945, en el artículo I de la Constitución de la FAO, que establece que la organización: "deberá reunir, analizar, interpretar y difundir información relacionada con la nutrición, la alimentación y la agricultura.""
Se designó el primer bibliotecario de la FAO en Roma en 1946. En 1950, la Conferencia de la FAO votó a favor de fusionar las bibliotecas técnicas de Roma y Washington D. C., con la colección de la biblioteca de la IIA, basando toda la colección en Roma. La nueva biblioteca lleva el nombre de David Lubin, en reconocimiento a su servicio en la fundación de la IIA. En conjunto, esta biblioteca constituyó la segunda biblioteca más grande de la agricultura en el mundo.

## Servicios de Biblioteca
En 1999, el gobierno italiano (que es propietario de los edificios de la sede de la FAO) inició la renovación del espacio físico de la biblioteca. La biblioteca de nuevo diseño incluye facilidades para el acceso a los recursos electrónicos, espacios multifuncionales de salas de reuniones y laboratorios de aprendizaje para la formación informática. La construcción de las nuevas instalaciones, diseñada por Sartogo Architetti Associati  comenzó en 2002 y terminó en 2005.

## Acceso
La biblioteca está abierta a los visitantes que lleven una carta de presentación.
El acceso en línea a recursos de información de la FAO se proporciona a través:
Catálogo de la FAO en línea - incluye citas bibliográficas de los materiales publicados por la FAO desde 1945 hasta la actualidad.  Citas bibliográficas de materiales no publicados por la FAO que se remontan hasta 1976.  El catálogo también contiene enlaces al texto completo de publicaciones de la FAO en línea. Puede consultar a un bibliotecario para obtener información sobre los materiales anteriores a1976 que no son de la FAO.
Depósito de Documentos de la Organización - una colección digital seleccionada de documentos y publicaciones pertenecientes (y no) a la FAO. Los documentos están disponibles en todos los idiomas oficiales de la FAO (árabe, chino, español, francés, inglés y ruso).
Catálogo de publicaciones de la FAO en línea - elenco de artículos publicados por la FAO o copublicados por la FAO con un centro asociado. El catálogo incluye todas las publicaciones en Inglés, francés y español actualmente disponibles para la venta.  Incluye libros, revistas, CD-ROM y los datos en línea. La biblioteca proporciona copias electrónicas de los documentos y publicaciones de la FAO previo pago.

## Colección FAO
El fondo de existencias de la biblioteca incluye una colección de documentación primaria en relación con hitos de la historia de la seguridad alimentaria, tales como la Declaración de los 44 Delegados de la Conferencia Internacional que dio lugar a la fundación de la FAO. the "McDougall Memorandum;"  La biblioteca mantiene una colección de documentos escritos por y sobre el Premio Nobel y primer director general de la FAO, Lord Boyd Orr. Parte del mandato de la biblioteca incluye la preservación de la memoria institucional de la FAO, incluidos los informes no publicados, estudios de preinversión y las actividades de formación destinadas a los proyectos de campo en los países en desarrollo.
El personal de la FAO y subscriptores tienen acceso a las bases de datos y revistas electrónicas en temas de competencia de la FAO.

## Colecciones Especiales
La biblioteca ofrece a los visitantes acceso a los contenidos de la biblioteca del antiguo Instituto Internacional de Agricultura. La colección IIA contiene información estadística detallada sobre la situación agrícola mundial durante la primera mitad del Siglo XX. También incluye varias colecciones especiales.
Colección Cappelli

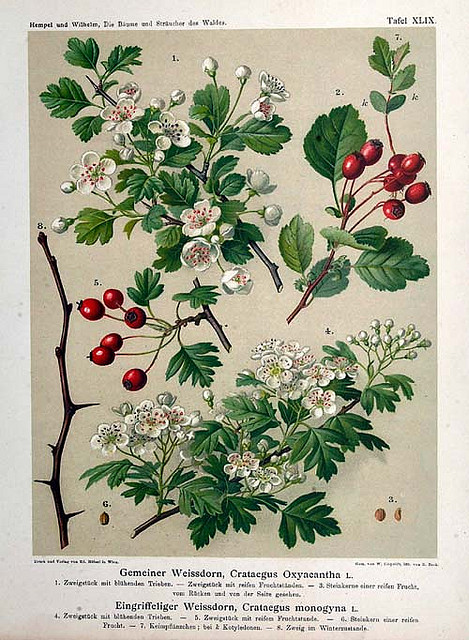
Ilustración de "Die Baeume und Straeucher des Waldes en botanischer und forstwirthschaftlichr Beziehung." de la colección del CIS.

Donado por el segundo presidente de la IIA, esta colección incluye 185 libros raros, 20 de los cuales son incunables.
Centre International de Silviculture Collection
La colección completa de la CEI un centro de investigación creado con el objetivo de establecer una colección internacional exhaustiva de la documentación relacionada con los bosques, la silvicultura y la industria maderera.
Colección Marescalchi
Esta colección se compone de folletos, boletines y revistas donados por A. Marescalchi, notable erudito del vino y el subsecretario de Estado en el Ministerio de Agricultura italiano.
Colección Giglioli
Una colección del Siglo XIX compuesta por 10.000 volúmenes y folletos sobre la agricultura. Incluye los archivos de la familia de Italo Giglioli, y las fotos y publicaciones escritas por Giglioli (profesor de Química Agrícola de la Universidad de Pisa, que participó en la fundación de la IIA)

## Archivos de David Lubin
Los Archivos David Lubin alojados en la FAO incluyen epistolarios, escritos, recortes y fotografías relativas a los problemas mundiales de productos agropecuarios y de las actividades del Instituto Internacional de Agricultura. Una pequeña parte de los archivos incluye la correspondencia personal de Lubin.
La biblioteca acepta investigadores a los Archivos David Lubin, previa solicitud.

## Asociaciones
- AGLINET[13] es una red internacional, voluntaria de bibliotecas agrícolas, que fue fundada en 1971 en el marco de la Asociación Internacional de Bibliotecarios y Documentalistas Agrícolas (IAALD, por sus siglas en inglés).  Las bibliotecas AGLINET comparten recursos, por lo que todas las bibliotecas asociadas tienen acceso a información agrícola regional especializada,  que se produce en los países con centros de AGLINET. Estas bibliotecas logran una cobertura integral de los recursos, no sólo en beneficio de las bibliotecas propias de los distritos miembros, sino también en apoyo de otras bibliotecas dentro de su país/región.

- Aquatic Commons[14] es un repositorio digital de acceso abierto que cubre temas sobre ambientes marinos naturales, estuarios de agua salobre y dulce. Incluye todos los aspectos de la ciencia, la tecnología, la gestión y conservación de estos ambientes, sus organismos y recursos, así como los aspectos económicos, sociológicos y jurídicos. Está dirigida por la Asociación Internacional de las Bibliotecas Acuáticas y de Ciencias del Mar y Centros de Información (IAMSLIC, por sus siglas en inglés) con el apoyo técnico del Programa de la Oficina de Proyectos Internacionales de Datos e Información Oceanográficos (UNESCO-IOC/IODE). Muchos de los documentos electrónicos en Aquatic Commons se citan en la base de datos patrocinada por la FAO sobre las Ciencias Acuáticas y la Pesca (ASFA).

- AGORA La biblioteca participa en el programa AGORA[15] de la FAO, uno de los cuatro programas de la iniciativa Research4Life,[16]  cuyo objetivo es mejorar la beca de los estudiantes, profesores e investigadores del mundo en desarrollo. AGORA proporciona a las instituciones de 106 países en desarrollo, con acceso gratuito o de muy bajo coste, a una impresionante colección de biblioteca digital de más de 3.000 revistas en los campos de la alimentación, la agricultura, ciencia medioambiental y relativas ciencias sociales.